# بزرگراه شهید نجفی رستگار
بزرگراه شهید نجفی رستگار یا نام قبل از افتتاح بزرگراه دولت‌آباد و با شماره بزرگراه ۲۱ یکی از بزرگراه‌های تهران است که جهت شمالی-جنوبی دارد.
این بزرگراه که در جنوب‌شرق تهران واقع شده، از بزرگراه آزادگان آغاز شده و پس از گذشتن از تقاطع بزرگراه امام علی به تقاطع بزرگراه امام رضا و آزادراه شوشتری منتهی می‌شود.

## تقاطع‌ها
| از شمال به جنوب | از شمال به جنوب                 | از شمال به جنوب |
| --------------- | ------------------------------- | --------------- |
|                 | بزرگراه آزادگان                 |                 |
|                 | بزرگراه امام علی                |                 |
|                 | مشیریه                          |                 |
|                 | کارخانه سیمان تهران             |                 |
|                 | خیابان هنرستان                  |                 |
|                 | شهرک رضویه                      |                 |
|                 | آزادراه شوشتری بزرگراه امام رضا |                 |
| از جنوب به شمال |                                 |                 |